# El inglés que cogió la maleta y se fue al fin del mundo
El inglés que cogió la maleta y se fue al fin del mundo (título original en inglés The Last Bus) es una película dramática británica de 2021, dirigida por Gillies MacKinnon y protagonizada por Timothy Spall que interpreta a un anciano que viaja a lo largo del Reino Unido para esparcir las cenizas de su difunta esposa. Se estrenó en el Reino Unido el 27 de agosto de 2021.

## Sinopsis
Después de la muerte de su esposa, Tom un jubilado de 90 años, interpretado por Timothy Spall, viaja desde John o' Groats situado en el extremo norte de Escocia hasta Land's End en Cornualles, Inglaterra, utilizando para ello su billete gratuito de autobús y con la única compañía de su pequeña maleta, para regresar a donde él y su esposa nacieron y crecieron y allí esparcir sus cenizas, cumpliendo así la última promesa que le hizo a su esposa (Phyllis Logan) antes de fallecer. Regresando a su pasado, Tom descubrirá el mundo moderno y una diversidad multicultural británica que hasta entonces desconocía. A lo largo de su viaje, sus aventuras son registradas por las personas que conoce y ayuda, y al final, se convierte en una celebridad en las redes sociales.

## Elenco
- Phyllis Logan como Mary
  - Natalie Mitson como Mary de joven
- Timothy Spall como Thomas «Tom» Harper
  - Ben Ewing como Tom de joven
- Morgan Ingram como Fran
- Celyn Jones como el doctor Martin

## Música
La música callejera de dieciséis años Caitlin Agnew escribió dos de las canciones originales, «I Wanna» y «Don't Wanna Go Home», que aparecen en la película después de que su padre, que trabajaba en el plató, recomendara su música al director.

## Críticas
En el sitio web agregador de reseñas Rotten Tomatoes, el 50 % de las reseñas de 28 críticos son positivas, con una calificación promedio de 5,6/10. El consenso de los críticos dice: «Ni siquiera el trabajo típicamente brillante de Timothy Spall es suficiente para evitar que The Last Bus se convierta en una decepción». Por su parte el sitio web Metacritic, que utiliza un promedio ponderado, asignó a la película una puntuación de 37 sobre 100, según cinco críticos, lo que indica «críticas generalmente desfavorables».